# Protesty w Dżibuti
Protesty w Dżibuti – antyrządowe protesty o charakterze społeczno-politycznym w Dżibuti. 
Prezydent Dżibuti, Ismail Omar Guelleh pełni urząd od 1999 roku, ale jego rząd jest u władzy od 34 lat. Guelleh zmienił  konstytucję, tak aby mógł rządzić przez trzecią kadencję. Zostało to skrytykowane przez ludność kraju.
Organizowane były protesty i zamieszki, głównie w stolicy kraju, Dżibuti. Były one rozpędzane przez policję przy użyciu gazu łzawiącego i pałek. Kolejne protesty zostały zatrzymane poprzez aresztowanie ponad 300 opozycjonistów.
8 kwietnia 2011 w Dżibuti odbyły się wybory prezydenckie, które wygrał z poparciem 80,63% głosów Ismail Omar Guelleh. Wybory zostały uznane przez opozycję za nieuczciwe.